# Nguyễn Minh Triết
Pour les articles homonymes, voir Triet.
Dans ce nom vietnamien, le nom de famille, Nguyễn, précède le nom personnel.
 (septembre 2013).
Si vous disposez d'ouvrages ou d'articles de référence ou si vous connaissez des sites web de qualité traitant du thème abordé ici, merci de compléter l'article en donnant les références utiles à sa vérifiabilité et en les liant à la section « Notes et références ».
Nguyễn Minh Triết, (né le 8 octobre 1942 à Bến Cát dans la province de Bình Dương), est un homme politique vietnamien, président de l'État du 27 juin 2006 au 25 juillet 2011.

## Biographie
Après avoir enseigné les mathématiques à Saïgon, Nguyễn Minh Triết entre au Parti Communiste en 1965.
En 1992, il est nommé chef du Parti de la province de Sông Bé (en). Il transforme cette région principalement agricole en une zone attractive pour les investissements étrangers.
Il est promu au Bureau politique du Parti en 1997 puis chef du Parti communiste de Saïgon en 2000. Il lance une campagne contre le crime organisé et la corruption qui conduit notamment à l'arrestation du chef mafieux Trường Van Cam connu sous le nom de Năm Cam (en).
Le 27 juin 2006, il est élu président de l'État par l'Assemblée nationale avec 94,12 % des voix. Il est réputé assez ouvert aux relations avec l'étranger et pourrait jouer un plus grand rôle que celui, symbolique, que revêt cette fonction,.
Le 24 juillet 2007, il est réélu président par l'Assemblée nationale avec 98,78 % des voix.